# Oleandra dura
Oleandra dura är en ormbunkeart som beskrevs av William Ralph Maxon. Oleandra dura ingår i släktet Oleandra och familjen Oleandraceae. Inga underarter finns listade.